# ویرلا کاریناتا
ویرلا کاریناتا (نام علمی: Virola carinata) نام یک گونه از فرمانرو گیاه است.